# Dionísio Dias
Dionísio Tomé Dias, né le 11 août 1943, est un homme politique santoméen, membre du Mouvement pour la libération de Sao Tomé-et-Principe – Parti social-démocrate.
Il est président de l'Assemblée nationale du 18 avril 2002 au 18 février 2006, et est dispensé avec son vice-président Carlos Neves durant le coup d'État du militaire Fernando Pereira qui s'est déroulé du 16 juillet au 23 juillet 2003,.
Dionísio Dias, en tant que vice-président, assure l'intérim à la direction de son parti après la démission de Guilherme Posser da Costa en 2010. Aurélio Martins est élu pour lui succéder en janvier 2011.